# Церква Преображення Господнього (Бурканів, УГКЦ)
Церква Преображення Господнього в Бурканові — парафія і храм греко-католицької громади Зарваницького деканату Тернопільсько-Зборівської архієпархії Української греко-католицької церкви в селі Бурканів Тернопільського району Тернопільської области.

## Історія церкви
Парафія в селі повернулася в лоно УГКЦ у 1991 році. При цьому першу Службу Божу після повернення, у Великодні свята 1990 року, відправив о. Іван Якимів на сільському цвинтарі. Храм, збудований за кошти парафіян у 1995 році, освятив о. Мирослав Петрущак у вересні того ж року.
12 лютого 2013 року єпископську візитацію здійснив митрополит Василій Семенюк. При парафії діють Марійська дружина, братство «Апостольство молитви», Вівтарна дружина та спільнота «Матері в молитві».
На території парафії встановлено два хрести. Один із них, кам'яний, був поставлений у 1992 році за кошти Фелимона Ногача на місці каплиці, зруйнованої 5 жовтня 1950 року.

## Парохи
- о. Стефан Галій (до 1883);
- о. Йосиф Боцюрка (до 1891);
- о. Іван Сендецький;
- о. Петро Сендецький (1930—1934);
- о. Анатолій Гургула (1935—1936);
- о. Євген Антонович (1936—1945);
- о. Іван Якимів (1990);
- о. Петро-Дмитро Квич;
- о. Мирослав Петрущак (з 1991).